# Nekrolog 2. Quartal 1921
Nekrolog
◄◄
| ◄
| 1917
| 1918
| 1919
| 1920
| 1921 | 1922 | 1923 | 1924 | 1925 | ► | ►►
1. Quartal |
2. Quartal |
3. Quartal |
4. Quartal 1921
Weitere Ereignisse | Allgemeiner Nekrolog 1921
Die Beschreibung der verstorbenen Person sollte so kurz wie möglich gehalten sein und nur deren signifikante Tätigkeit(en) enthalten.
Neue Namen ggf. auch unter dem Geburts- und Sterbedatum, also etwa unter 1. Januar und im Geburts- und Sterbejahr (2024) eintragen (nur bei entsprechender großer Wichtigkeit). Für Beispiele siehe die schon vorhandenen Artikel.
Außerdem über die fünf zuletzt Verstorbenen, zu denen es einen ausreichend guten Artikel für eine Präsentation auf der Hauptseite gibt, nach der todesbedingten Überarbeitung der Artikel ggf. auch unter Wikipedia Diskussion:Hauptseite informieren und sie am besten auch in den anderen Wikipedia-Sprachversionen eintragen. Tipp: Regelmäßig bei news.google.de nach „ist tot“, „gestorben“ oder „verstorben“ suchen.
Wenn eine Person gestorben ist, gibt es viele Seiten zu dieser Person in der Wikipedia, die davon auch betroffen sind und entsprechend aktualisiert werden müssen. Beispiele: Namenübersichtsseite, Geburtsjahr, Geburtsort-Seiten und viele mehr.
Wie finde ich die betroffenen Seiten?
Im Suchfeld auf der linken Seite gibt man den Suchbegriff so ein: „Vorname Nachname“. Dann klickt man auf Volltext und alle Seiten mit entsprechendem Suchtext werden aufgerufen. Hier sieht man dann schnell, wo auch das Todesjahr Sinn macht oder sogar ein Teil des Artikels angepasst werden muss. Auch hilft das „Werkzeug“ auf der linken Seite sehr gut, um solche Seiten aufzufinden: „Links auf diese Seite“. Somit ist die Wikipedia wieder aktuell in allen Bereichen! Hinweis: bei Eintragung der Kategorie „Gestorben JAHR“ wird der Missbrauchsfilter 49 ausgelöst, was jedoch nicht schlimm ist. Siehe: Spezial:Missbrauchsfilter/49
Dies ist eine Liste von im zweiten Quartal 1921 verstorbenen bekannten Persönlichkeiten. Die Einträge erfolgen innerhalb der einzelnen Daten alphabetisch sortiert. Tiere sind im Nekrolog für Tiere zu finden.

## April
| Tag       | Name                                                            | Beruf, bekannt als                                                                   | Alter | Beleg |
| --------- | --------------------------------------------------------------- | ------------------------------------------------------------------------------------ | ----- | ----- |
| 1. April  | Ferdinand Boldemann                                             | deutscher Kaufmann                                                                   | 74    |       |
| 1. April  | Joseph-Daniel Dussault                                          | kanadischer Organist und Musikpädagoge                                               | 57    |       |
| 1. April  | Jean Michel Prosper Guérin                                      | französischer Maler                                                                  | 83    |       |
| 1. April  | James D. Post                                                   | US-amerikanischer Politiker                                                          | 57    |       |
| 1. April  | Wilhelm Sült                                                    | deutscher Kommunist                                                                  |       |       |
| 1. April  | Carl Johannes Thomae                                            | deutscher Mathematiker                                                               | 80    |       |
| 2. April  | Charles Blackader                                               | britischer Generalmajor                                                              | 51    |       |
| 2. April  | Georg Fischer                                                   | deutscher Mediziner und Musikschriftsteller                                          | 85    |       |
| 2. April  | Wilhelm Leyn                                                    | deutscher Architekt des Historismus                                                  | 45    |       |
| 2. April  | Otto Mettal                                                     | böhmisch-tschechoslowakischer Politiker                                              | 73    |       |
| 2. April  | Carl Neureuther                                                 | bayerischer Offizier                                                                 | 82    |       |
| 2. April  | Georg Stein von Kamienski                                       | deutscher Gutsbesitzer und Politiker                                                 | 84    |       |
| 3. April  | Annie Louise Cary                                               | US-amerikanische Opernsängerin                                                       | 78    |       |
| 3. April  | Franz Holter                                                    | österreichischer Politiker und Eisenhändler                                          | 78    |       |
| 3. April  | Franz Kindermann                                                | böhmischer Arzt und Politiker                                                        | 78    |       |
| 3. April  | Luigi Pontecchi                                                 | italienischer Bahnradsportler                                                        | 44    |       |
| 3. April  | Georg Adam Scheid                                               | österreichischer Unternehmer                                                         | 82    |       |
| 4. April  | Carl Haas                                                       | deutscher Unternehmer                                                                | 76    |       |
| 4. April  | Starr J. Murphy                                                 | US-amerikanischer Rechtsanwalt                                                       | 60    |       |
| 5. April  | Alphons Diepenbrock                                             | niederländischer Komponist, Schriftsteller und Altphilologe                          | 58    |       |
| 5. April  | Sophie Elkan                                                    | schwedische Schriftstellerin                                                         | 68    |       |
| 5. April  | Edward Parrott                                                  | britischer Autor und Politiker                                                       | 57    |       |
| 6. April  | Maximilian Delphinius Berlitz                                   | deutsch-US-amerikanischer Sprachpädagoge                                             | 68    |       |
| 6. April  | Richard Kaselowsky                                              | deutscher Unternehmer und Politiker                                                  | 68    |       |
| 7. April  | Lorenz Adlon                                                    | deutscher Gastronom und Hotelier                                                     | 71    |       |
| 7. April  | Hermann Behaghel                                                | deutscher Architekt, großherzoglich badischer Baubeamter                             | 82    |       |
| 7. April  | Oskar Grüner                                                    | österreichischer Dekorations- und Architekturmaler                                   | 53    |       |
| 7. April  | Carl Siegfred Ryder                                             | dänischer Kaufmann                                                                   | 61    |       |
| 8. April  | Seth Olsen                                                      | grönländischer Landesrat                                                             | 39    |       |
| 8. April  | Ernst von Possart                                               | deutscher Schauspieler und Bühnenleiter                                              | 79    |       |
| 9. April  | Bernhard Kosmann                                                | preußischer Bergbeamter                                                              | 81    |       |
| 9. April  | Ernesto Nathan                                                  | Bürgermeister von Rom                                                                | 75    |       |
| 9. April  | William Joseph Walsh                                            | irischer Geistlicher und römisch-katholischer Erzbischof von Dublin                  | 80    |       |
| 10. April | Margareta Diersch                                               | deutsche Schriftstellerin                                                            | 31    |       |
| 10. April | Sydney Arthur Fisher                                            | kanadischer Politiker, Unterhausabgeordneter und Landwirtschaftsminister (1896–1911) | 70    |       |
| 10. April | John Hailey                                                     | US-amerikanischer Politiker                                                          | 85    |       |
| 10. April | Itō Toshiyoshi                                                  | japanischer Admiral und Politiker                                                    | 81    |       |
| 10. April | Gedeon Majunke                                                  | ungarischer Architekt                                                                | 66    |       |
| 10. April | Henry Kirke Porter                                              | US-amerikanischer Politiker                                                          | 80    |       |
| 10. April | Jeter Connelly Pritchard                                        | US-amerikanischer Politiker                                                          | 63    |       |
| 10. April | Lorenz Werthmann                                                | deutscher katholischer Priester und Sozialpolitiker                                  | 62    |       |
| 10. April | Elise von Wolfersdorff                                          | deutsche Schriftstellerin                                                            | 65    |       |
| 11. April | Geraldo Dannemann                                               | deutsch-brasilianischer Unternehmer                                                  | 69    |       |
| 11. April | Auguste Viktoria von Schleswig-Holstein-Sonderburg-Augustenburg | deutsche Kaiserin und Gattin von Wilhelm II.                                         | 62    |       |
| 11. April | Guido Stache                                                    | österreichischer Geologe und Mineraloge                                              | 88    |       |
| 11. April | Giovanni Tagliapietra                                           | italoamerikanischer Opernsänger                                                      | 75    |       |
| 12. April | Alexander Bauer                                                 | österreichischer Chemiker                                                            | 85    |       |
| 12. April | Eduard Gusbeth                                                  | Siebenbürger Medizinhistoriker                                                       | 81    |       |
| 12. April | Oskar Schwer                                                    | deutscher Architekt                                                                  | 48    |       |
| 12. April | William Strang                                                  | britischer Maler und Grafiker                                                        | 62    |       |
| 12. April | Anton Supersberg                                                | österreichischer Land- und Gastwirt und Politiker, Landtagsabgeordneter              | 74    |       |
| 13. April | Franz Czerweny von Arland                                       | österreichischer Industrieller                                                       | 73    |       |
| 13. April | Charles Frederick Joy                                           | US-amerikanischer Politiker                                                          | 71    |       |
| 13. April | Theodor Leutwein                                                | Gouverneur von Deutsch-Südwestafrika                                                 | 71    |       |
| 13. April | Johann Wilhelm Spengel                                          | deutscher Zoologe und Hochschullehrer                                                | 69    |       |
| 14. April | Adolf Humborg                                                   | aus dem Banat stammender deutscher Genremaler                                        | 74    |       |
| 14. April | Jules Nicole                                                    | Schweizer Gräzist und Papyrologe                                                     | 78    |       |
| 15. April | Jakob Gartner                                                   | österreichischer Architekt                                                           | 59    |       |
| 15. April | Georg Hauck                                                     | Landtagsabgeordneter Großherzogtum Hessen                                            | 66    |       |
| 15. April | Georg Heinrich Maria Kirstein                                   | Bischof von Mainz                                                                    | 62    |       |
| 15. April | Paul von der Nahmer                                             | deutscher Unternehmensleiter                                                         | 62    |       |
| 15. April | Gustav Schmalfuß                                                | deutscher Gynäkologe                                                                 | 64    |       |
| 16. April | Willibrord Benzler                                              | deutscher Bischof und Abt                                                            | 67    |       |
| 16. April | John Cowans                                                     | britischer General                                                                   | 59    |       |
| 16. April | Antonin Dubost                                                  | französischer Politiker                                                              | 77    |       |
| 18. April | William Hespeler                                                | kanadischer Politiker (Manitoba)                                                     | 90    |       |
| 18. April | Jessie Belle Hardy Stubbs MacKaye                               | US-amerikanische Suffragette                                                         |       |       |
| 18. April | Joseph Reinach                                                  | französischer Politiker, Schriftsteller und Journalist                               | 64    |       |
| 18. April | August Scherl                                                   | deutscher Verleger                                                                   | 71    |       |
| 19. April | Rudolf Camerer                                                  | deutscher Maschinenbauingenieur und Hochschullehrer                                  | 51    |       |
| 19. April | Cathcart Wason                                                  | schottischer und neuseeländischer Politiker                                          | 72    |       |
| 20. April | Hugo Zorn von Bulach                                            | französisch-deutscher Politiker                                                      | 70    |       |
| 21. April | Hans Apel-Pusch                                                 | sächsischer Generalmajor                                                             | 58    |       |
| 21. April | Juan Camps                                                      | spanischer Ruderer                                                                   |       |       |
| 21. April | William Roger Paton                                             | schottischer Klassischer Philologe und Epigraphiker                                  | 64    |       |
| 23. April | Theodor Eschenburg                                              | deutscher Arzt                                                                       | 67    |       |
| 23. April | Henry Gabriels                                                  | belgischer Bischof von Ogdensburg                                                    | 82    |       |
| 23. April | Robert von Scheller-Steinwartz                                  | deutscher Diplomat und Hochschullehrer                                               | 55    |       |
| 24. April | Warington Baden-Powell                                          | Kronanwalt; Gründer der Seepfadfinder                                                | 74    |       |
| 24. April | Olga Alexandrowna Fedtschenko                                   | russische Botanikerin                                                                | 75    |       |
| 24. April | Louis Gagnaux                                                   | Schweizer Politiker                                                                  | 70    |       |
| 24. April | Josef Huber                                                     | österreichischer Landwirt und Politiker                                              | 68    |       |
| 24. April | Julius Krautz                                                   | deutscher Scharfrichter                                                              | 77    |       |
| 24. April | Felix Ernst Peiser                                              | deutscher Altorientalist                                                             | 58    |       |
| 24. April | Hugo von Rabenau                                                | deutscher Lehrer und Botaniker                                                       | 76    |       |
| 25. April | Alexandru Bellu                                                 | rumänischer Anwalt, Numismatiker, Sammler und Kunstmäzen                             | 70    |       |
| 25. April | Frank Bowden                                                    | englischer Gründer der Raleigh Bicycle Company                                       | 73    |       |
| 25. April | Max Jacob                                                       | deutscher Architekt und Bauunternehmer                                               | 71    |       |
| 26. April | Rudolf Thost                                                    | deutscher Maler                                                                      | 53    |       |
| 27. April | Anton von Aretin                                                | deutscher Verwaltungsjurist                                                          | 73    |       |
| 27. April | Agrafena Krjukowa                                               | russische bzw. sowjetische Erzählerin und Sängerin                                   | 65    |       |
| 27. April | John Molle                                                      | US-amerikanischer Schreibmaschinen-Konstrukteur                                      | 45    |       |
| 28. April | James Capehart                                                  | US-amerikanischer Politiker                                                          | 74    |       |
| 28. April | Karl Gebhart                                                    | deutscher Politiker                                                                  | 62    |       |
| 28. April | Johann Baptist Grütter                                          | Schweizer Bankdirektor                                                               | 72    |       |
| 28. April | Karl Rothe                                                      | deutscher Politiker, Staatsminister                                                  | 72    |       |
| 28. April | Maximilian Tänzl von Tratzberg                                  | deutscher Gutsbesitzer und Politiker                                                 | 83    |       |
| 29. April | Edgar Jaffé                                                     | deutscher Politiker                                                                  | 54    |       |
| 29. April | Gustav Pick                                                     | österreichischer Komponist                                                           | 88    |       |
| 29. April | Fritz Schneider                                                 | deutscher Schriftsteller und Politiker                                               | 82    |       |
| 29. April | Samuel T. Strang                                                | US-amerikanischer Organist und Komponist                                             |       |       |
| 29. April | Annie Taylor                                                    | US-amerikanische Lehrerin, überlebte als erste die Befahrung der Niagarafälle        | 82    |       |
| 30. April | Willibald Gebhardt                                              | deutscher Chemiker, Forscher und Erfinder, Mitglied des IOC                          | 60    |       |

## Mai
| Tag     | Name                              | Beruf, bekannt als                                                                 | Alter | Beleg |
| ------- | --------------------------------- | ---------------------------------------------------------------------------------- | ----- | ----- |
| 1. Mai  | Wilhelm Katz                      | badischer und preußischer Offizier                                                 | 79    |       |
| 1. Mai  | Wichard von Rochow                | Gutsbesitzer und preußischer Politiker                                             | 73    |       |
| 2. Mai  | Josef Chaim Brenner               | hebräischer Schriftsteller                                                         | 39    |       |
| 2. Mai  | Wassili Wassiljewitsch Latyschew  | russischer Epigraphiker Altphilologe und Althistoriker                             | 65    |       |
| 2. Mai  | Jakob Lutz                        | Schweizer Lehrer und Politiker                                                     | 76    |       |
| 2. Mai  | Alfred Scheurer                   | Schweizer Politiker                                                                | 80    |       |
| 2. Mai  | Gustav Unfried                    | deutscher Fußballspieler                                                           | 32    |       |
| 3. Mai  | Emil Baudenbacher                 | Schweizer evangelischer Geistlicher und Volksschriftsteller                        | 47    |       |
| 3. Mai  | William Robert Brooks             | englisch-amerikanischer Astronom                                                   | 76    |       |
| 3. Mai  | Arthur Wuthenow                   | deutscher evangelischer Theologe                                                   | 76    |       |
| 4. Mai  | Alfred Hermann Fried              | österreichischer Pazifist, Publizist, Friedensnobelpreisträger                     | 56    |       |
| 4. Mai  | Waldemar Hansteen                 | norwegischer Architekt                                                             | 63    |       |
| 4. Mai  | Max Kalbeck                       | deutscher Musikschriftsteller, Musikkritiker und Übersetzer                        | 71    |       |
| 4. Mai  | Christian Roder                   | deutscher Lehrer, Archivar und Historiker                                          | 75    |       |
| 5. Mai  | Paul Göbel                        | Oberbürgermeister Heilbronns (1904–1921)                                           | 50    |       |
| 5. Mai  | Hermann Joseph Hummel             | deutscher Fabrikant, Kommerzienrat, Verbandsfunktionär und Politiker               | 86    |       |
| 5. Mai  | Johann Schwister                  | deutscher Architekt und Bauunternehmer                                             | 58    |       |
| 6. Mai  | Joachim Gasquet                   | französischer Schriftsteller und Kunstkritiker                                     | 48    |       |
| 6. Mai  | Alexandre Vallaury                | französischer Architekt im Osmanischen Reich                                       | 71    |       |
| 7. Mai  | Hans von Bodenhausen              | deutscher Jurist, Landrat und Politiker, MdR                                       | 79    |       |
| 7. Mai  | Max Buchner                       | deutscher Arzt, Ethnograph und Forschungsreisender                                 | 75    |       |
| 7. Mai  | Hans von Ow                       | deutscher Gutsbesitzer und Politiker, MdR                                          | 78    |       |
| 7. Mai  | Viktor von Dewitz                 | preußischer Rittergutsbesitzer und Politiker                                       | 67    |       |
| 8. Mai  | William Friese-Greene             | britischer Fotograf und Erfinder                                                   | 65    |       |
| 8. Mai  | Carl Heinrich Eduard Knorr        | deutscher Unternehmer, leitete das Nahrungsmittelunternehmen Knorr                 | 77    |       |
| 9. Mai  | William H. Frankhauser            | US-amerikanischer Politiker                                                        | 58    |       |
| 9. Mai  | Crescencio Gómez Valladares       | Präsident von Honduras                                                             | 88    |       |
| 9. Mai  | Hans Motzfeldt                    | grönländischer Katechet und Landesrat                                              | 39    |       |
| 9. Mai  | Henry Pankhurst                   | britischer Leichtathlet                                                            |       |       |
| 9. Mai  | Ludwig Pfeiffer                   | deutscher Arzt, Prähistoriker und Münzsammler                                      | 79    |       |
| 9. Mai  | Francesco Tedesco                 | italienischer Politiker, Abgeordneter und Minister                                 | 68    |       |
| 10. Mai | Emil Bischoff                     | Schweizer Unternehmer und Politiker                                                | 73    |       |
| 10. Mai | Robert Wittje                     | Geheimer Regierungsrat, Bürgermeister von Detmold                                  | 68    |       |
| 11. Mai | Otto Herrnring                    | deutscher Architekt und kommunaler Baubeamter                                      | 62    |       |
| 11. Mai | Franz Jöst                        | deutscher Politiker (SPD), Landtagsabgeordneter Großherzogtum Hessen, MdR          | 69    |       |
| 11. Mai | Kurt von Kessel                   | deutscher Rittergutsbesitzer und Parlamentarier                                    | 58    |       |
| 11. Mai | Arthur Leppmann                   | deutscher Arzt, Gerichtsmediziner, Psychiater und Neurologe                        | 66    |       |
| 11. Mai | Max Richter                       | deutscher Ministerialbeamter                                                       | 64    |       |
| 11. Mai | Samuel S. Yoder                   | US-amerikanischer Politiker                                                        | 79    |       |
| 12. Mai | Emilia Pardo Bazán                | spanische Schriftstellerin                                                         | 69    |       |
| 12. Mai | Luise Fogt                        | deutsche Sozialarbeiterin                                                          | 75    |       |
| 12. Mai | Melville Macnaghten               | britischer Polizeipräsident                                                        | 67    |       |
| 12. Mai | Volbrecht Nagel                   | deutscher Missionar                                                                | 53    |       |
| 12. Mai | André de Ridder                   | französischer Klassischer Archäologe                                               | 52    |       |
| 12. Mai | Valentin Schwöbel                 | deutscher evangelischer Theologe (Schwerpunkt: Palästinageographie)                | 58    |       |
| 12. Mai | R. Stöger-Steiner v. Steinstätten | österreichisch-ungarischer Kriegsminister                                          | 60    |       |
| 13. Mai | Jean Aicard                       | französischer Dichter, Romancier und Dramatiker                                    | 73    |       |
| 13. Mai | Eugène Étienne                    | französischer Innenminister, Kriegsminister der Dritten Republik                   | 76    |       |
| 13. Mai | Gustav Richard Fischer            | deutscher Industrieller                                                            | 58    |       |
| 13. Mai | Francis Vinton Greene             | US-amerikanischer Offizier und Militärschriftsteller                               | 70    |       |
| 13. Mai | Alfred von Kleist                 | preußischer Generalleutnant im Ersten Weltkrieg                                    | 63    |       |
| 13. Mai | Hugo von Maffei                   | deutscher Industrieller, Eisenbahnfabrikant                                        | 84    |       |
| 13. Mai | Eduard Pfeiffer                   | deutscher Bankier, Genossenschaftler und Sozialreformer                            | 85    |       |
| 13. Mai | Arpad Schmidhammer                | deutscher Karikaturist und Illustrator                                             | 64    |       |
| 13. Mai | Rudolf Sievers                    | deutscher Kaufmann und Politiker (NLP), MdR                                        | 80    |       |
| 14. Mai | Gertrud von Hindenburg            | deutsche Adelige und Philanthropin                                                 | 60    |       |
| 14. Mai | Theodorus Hendrik Mac Gillavry    | niederländischer Mediziner                                                         | 85    |       |
| 15. Mai | Thomas B. Catron                  | US-amerikanischer Politiker                                                        | 80    |       |
| 15. Mai | Milenko Vesnić                    | serbischer Politiker und Diplomat                                                  | 58    |       |
| 15. Mai | Robert Charles Wroughton          | britisch-indischer Forstbeamter und britischer Zoologe                             | 71    |       |
| 17. Mai | Wilhelm Beetz                     | deutsch-österreichischer Bauunternehmer und Erbauer von Bedürfnisanstalten in Wien | 76    |       |
| 17. Mai | Juraj Carić                       | kroatischer Geistlicher, Bischof von Split-Makarska                                | 54    |       |
| 17. Mai | Anna von Lucam                    | österreichische Sozialarbeiterin und Verbandsfunktionärin                          | 80    |       |
| 17. Mai | Emil Nikel                        | deutscher Theologe und Komponist                                                   | 69    |       |
| 17. Mai | Conrad Rethwisch                  | deutscher Historiker und Schulmann                                                 | 75    |       |
| 17. Mai | Edward Bennett Rosa               | US-amerikanischer Physiker                                                         | 59    |       |
| 17. Mai | Sylvester Tomsa                   | österreichischer Bauingenieur und Architekt                                        | 72    |       |
| 18. Mai | Gustav Siegfried Herrmann         | österreichischer Bildhauer                                                         | 42    |       |
| 18. Mai | Franklin Knight Lane              | US-amerikanisch-kanadischer Politiker                                              | 56    |       |
| 18. Mai | Hans Löwenfeld                    | deutscher Regisseur und Theaterdirektor                                            | 47    |       |
| 19. Mai | Edward Douglass White junior      | US-amerikanischer Senator, Bundesrichter der Vereinigten Staaten                   | 75    |       |
| 20. Mai | August Bode                       | deutscher Ingenieur und Bauunternehmer                                             | 75    |       |
| 20. Mai | Philipp Röth                      | deutscher Maler                                                                    | 80    |       |
| 20. Mai | Wilhelm Tuch                      | deutscher Unternehmer und Politiker (DVP), MdR                                     | 54    |       |
| 20. Mai | Anna Voigt                        | deutsche Alpinistin                                                                |       |       |
| 23. Mai | Cay Lorenz von Brockdorff         | deutscher Rittmeister, Theosoph und Anthroposoph                                   | 76    |       |
| 23. Mai | August Nilsson                    | schwedischer Leichtathlet und Tauzieher                                            | 48    |       |
| 23. Mai | Gustav Nowak                      | böhmisch-österreichischer Apotheker und Politiker                                  | 74    |       |
| 24. Mai | Gustav Müller                     | Schweizer Politiker                                                                | 61    |       |
| 24. Mai | Emil Steurich                     | deutscher evangelischer Theologe und Schriftsteller                                | 69    |       |
| 25. Mai | Émile Combes                      | französischer Politiker                                                            | 85    |       |
| 25. Mai | Hryhorij Djadtschenko             | ukrainischer Maler des Realismus                                                   | 51    |       |
| 25. Mai | Matthew Harkins                   | US-amerikanischer Geistlicher, römisch-katholischer Bischof von Providence         | 75    |       |
| 25. Mai | Richard Mauch                     | österreichisch-deutscher Porträt- und Genremaler sowie Zeichner und Restaurator    | 46    |       |
| 25. Mai | Horace Porter                     | US-amerikanischer Diplomat, Brigadegeneral und Wirtschaftsmanager                  | 84    |       |
| 25. Mai | Arthur Wilson                     | britischer Flottenadmiral, Erster Seelord                                          | 79    |       |
| 26. Mai | Maria Antonina Czaplicka          | polnisch-britische Kulturanthropologin                                             |       |       |
| 26. Mai | Karl Wiebel                       | deutscher Arzt und Politiker (DNVP), MdR                                           | 54    |       |
| 27. Mai | Emil Garvens                      | deutscher Unternehmensgründer, Ingenieur, Pumpen-Fabrikant und Verbandsfunktionär  | 68    |       |
| 27. Mai | Dimitrios Kalapothakis            | griechischer Journalist und Zeitungsgründer                                        |       |       |
| 27. Mai | Haydn Keeton                      | englischer Organist, Musikpädagoge und Komponist                                   | 73    |       |
| 27. Mai | Gustav Adolf Koch                 | österreichischer Geologe                                                           | 74    |       |
| 28. Mai | Maurice Connolly                  | US-amerikanischer Politiker                                                        | 44    |       |
| 28. Mai | Conrad Kiesel                     | deutscher Architekt, Maler und Bildhauer                                           | 74    |       |
| 29. Mai | Ferdinand Kayser                  | deutscher Kaufmann und Fabrikant                                                   | 57    |       |
| 29. Mai | Moritz Leiffmann                  | deutscher Privatbankier, Kommunalpolitiker und Schriftsteller                      | 68    |       |
| 29. Mai | Abbott Thayer                     | US-amerikanischer Maler                                                            | 71    |       |
| 30. Mai | Leonhard Hoffmann                 | deutscher Tierarzt und Politiker (VP, DtVP), MdR                                   | 75    |       |
| 30. Mai | Konrad Rossberg                   | deutscher Philologe                                                                | 75    |       |
| 31. Mai | Ludwig Gundlach                   | deutscher Verwaltungsbeamter                                                       | 83    |       |
| 31. Mai | Rudolf Hatschek                   | österreichischer Neurologe                                                         | 56    |       |
| 31. Mai | Karl Knoll                        | deutscher Pfarrer und Politiker, Landtagsabgeordneter Waldeck                      | 56    |       |

## Juni
| Tag      | Name                                | Beruf, bekannt als                                                                                              | Alter | Beleg |
| -------- | ----------------------------------- | --- | ----- | ----- |
| 1. Juni  | Robert Rowand Anderson              | schottischer Architekt                                                                                          |       |       |
| 1. Juni  | Wanda von Bartels                   | deutsche Schriftstellerin                                                                                       | 60    |       |
| 1. Juni  | Charles Pickering Bowditch          | amerikanischer Geschäftsmann, Archäologe, Anthropologe und Philanthrop                                          | 78    |       |
| 1. Juni  | Raffaele Cappelli                   | italienischer Jurist, Diplomat und Politiker                                                                    | 73    |       |
| 1. Juni  | Alphonse Joseph Charles Dubois      | belgischer Ornithologe                                                                                          | 81    |       |
| 1. Juni  | Isak Saba                           | samischer Lehrer und Politiker                                                                                  | 45    |       |
| 2. Juni  | Alfred Fiedler                      | deutscher Mediziner (Pathologe, Internist) und Leiter des Stadtkrankenhauses Dresden                            | 85    |       |
| 2. Juni  | Georg Holz                          | deutscher Philologe, Germanist, Literaturhistoriker und Professor                                               | 57    |       |
| 3. Juni  | Simon Baruch                        | Arzt und Pionier der Hydrotherapie in den Vereinigten Staaten                                                   | 80    |       |
| 3. Juni  | Coenraad Hiebendaal                 | niederländischer Ruderer                                                                                        | 42    |       |
| 4. Juni  | Heinrich Albers-Schönberg           | deutscher Röntgenologe                                                                                          | 56    |       |
| 4. Juni  | Richard Andersch                    | deutscher Gewerkschaftsfunktionär und Politiker (SPD)                                                           | 53    |       |
| 4. Juni  | Ludwig Knorr                        | deutscher Chemiker                                                                                              | 61    |       |
| 4. Juni  | Walther Schulte vom Brühl           | deutscher Journalist, Schriftsteller und Maler                                                                  | 63    |       |
| 4. Juni  | Harry Walden                        | deutscher Schauspieler                                                                                          | 45    |       |
| 5. Juni  | Georges Feydeau                     | Dramatiker | 58    |       |
| 5. Juni  | Alexander Mitchell Kellas           | schottischer Chemiker, Entdeckungsreisender und Bergsteiger                                                     | 52    |       |
| 05. Juni | Lothar Straßner                     | bayerischer Generalmajor                                                                                        | 68    |       |
| 6. Juni  | Max Clemens Bergh gen. von Trips    | deutscher Rittergutsbesitzer und Politiker                                                                      | 70    |       |
| 6. Juni  | Franz Chalaupka                     | österreichischer Maler                                                                                          |       |       |
| 6. Juni  | Russell McWhortor Cunningham        | US-amerikanischer Politiker                                                                                     | 65    |       |
| 6. Juni  | William Lane-Joynt                  | britischer Sportschütze                                                                                         | 66    |       |
| 6. Juni  | Antonio J. Lucero                   | US-amerikanischer Hochschullehrer, Zeitungsherausgeber und Politiker                                            | 57    |       |
| 6. Juni  | Otto Sarrazin                       | deutscher Bauingenieur, preußischer Baubeamter und Fachschriftsteller                                           | 78    |       |
| 6. Juni  | James Havard Thomas                 | britischer Bildhauer, Zeichner und Lehrer                                                                       | 66    |       |
| 6. Juni  | Paul Tornow                         | deutscher Architekt, Dombaumeister in Metz                                                                      | 72    |       |
| 7. Juni  | Orlando Burrell                     | US-amerikanischer Politiker                                                                                     | 94    |       |
| 7. Juni  | Hans C. C. Mortensen                | dänischer Biologe                                                                                               | 64    |       |
| 7. Juni  | Sebastião C. de Sousa Teles         | portugiesischer Regierungschef                                                                                  | 73    |       |
| 8. Juni  | Natalie Bauer-Lechner               | Bratschistin und Vertraute von Gustav Mahler                                                                    | 63    |       |
| 8. Juni  | Ferdinand Max Bredt                 | deutscher Maler des Orientalismus                                                                               | 61    |       |
| 8. Juni  | Otto Albert Koch                    | deutscher Historien- und Genremaler sowie Aquarellmaler                                                         | 55    |       |
| 9. Juni  | Luis María Drago                    | argentinischer Politiker und Richter am Ständigen Internationalen Gerichtshof                                   | 62    |       |
| 9. Juni  | Karl Gareis                         | deutscher Politiker, Fraktionsvorsitzender der USPD im bayerischen Landtag                                      | 31    |       |
| 10. Juni | Theodor Behrens                     | deutscher Bankier, Kunstsammler und Mäzen                                                                       | 64    |       |
| 10. Juni | John L. Vance                       | US-amerikanischer Politiker                                                                                     | 81    |       |
| 11. Juni | Leonhard Ableiter                   | deutscher Gymnasiallehrer, Philologe und Präsident der Ministerialabteilung für die höheren Schulen             | 76    |       |
| 11. Juni | Wilhelm Sievers                     | deutscher Geograph und Professor der Geographie                                                                 | 60    |       |
| 11. Juni | Jānis Šilfs                         | lettischer Kommunist                                                                                            | 39    |       |
| 12. Juni | Moritz Büsgen                       | deutscher Botaniker                                                                                             | 62    |       |
| 12. Juni | Elijah L. Daughtridge               | US-amerikanischer Farmer und Politiker                                                                          | 58    |       |
| 12. Juni | Rudolf Oldenbourg                   | deutscher Kunsthistoriker                                                                                       | 34    |       |
| 12. Juni | Friedrich von Schorlemer            | deutscher Politiker                                                                                             | 79    |       |
| 13. Juni | José Miguel Gómez                   | kubanischer Politiker; Präsident von Kuba (1909–1913)                                                           | 62    |       |
| 13. Juni | Henry Clay Ide                      | US-amerikanischer Politiker                                                                                     | 76    |       |
| 14. Juni | Sydenham Benoni Alexander           | US-amerikanischer Politiker                                                                                     | 80    |       |
| 14. Juni | Ernst Ladenburg                     | deutscher Unternehmer und Bankier                                                                               | 66    |       |
| 14. Juni | Ernst von Münchhausen               | deutscher Rittergutsbesitzer und Hofbeamter                                                                     | 73    |       |
| 15. Juni | William Warde Fowler                | britischer Althistoriker, Altphilologe und Amateur-Ornithologe                                                  | 74    |       |
| 15. Juni | Pauline Halm                        | österreichische Malerin                                                                                         | 85    |       |
| 15. Juni | Oscar Wilhelm Stübel                | deutscher Diplomat                                                                                              | 74    |       |
| 16. Juni | August zu Eulenburg                 | preußischer Offizier, zuletzt General der Infanterie sowie Minister                                             | 82    |       |
| 16. Juni | William E. Mason                    | US-amerikanischer Politiker                                                                                     | 70    |       |
| 16. Juni | Karl Roensch                        | Fabrikbesitzer und Stadtverordnetenvorsteher (1896–1919)                                                        | 63    |       |
| 17. Juni | Aruga Nagao                         | japanischer Rechtswissenschaftler und Soziologe                                                                 | 60    |       |
| 17. Juni | Karl von Berg                       | deutscher evangelischer Theologe und Generalsuperintendent                                                      | 83    |       |
| 17. Juni | Wilkin Graf von Bredow              | preußischer Politiker                                                                                           | 66    |       |
| 17. Juni | Max Jenne                           | deutscher Apotheker, Kaufmann und Politiker                                                                     |       |       |
| 17. Juni | Anselme Marchal                     | französischer Flugpionier                                                                                       | 38    |       |
| 17. Juni | Viktor Urbantschitsch               | österreichischer Mediziner und Facharzt der Hals-Nasen-Ohren-Heilkunde                                          | 73    |       |
| 18. Juni | Eduardo Acevedo Díaz                | uruguayischer Schriftsteller und Politiker                                                                      | 70    |       |
| 18. Juni | Georg Pfeiffle                      | deutscher Politiker                                                                                             | 57    |       |
| 18. Juni | Ignaz Schnitzer                     | österreichischer Schriftsteller, Journalist und Librettist                                                      | 81    |       |
| 18. Juni | Karl Wichert                        | deutscher Eisenbahningenieur                                                                                    | 78    |       |
| 19. Juni | Thaddäus Rittner                    | polnisch-österreichischer Schriftsteller, Theaterleiter und Beamter                                             | 48    |       |
| 19. Juni | Anton Schöpfleuthner                | österreichischer r.k. Priester des Domkapitels zu St. Stephan und Mitglied des Wiener Gemeinderates             | 76    |       |
| 19. Juni | Wilhelm Schultz                     | deutscher Uhrmacher und Herausgeber                                                                             | 67    |       |
| 20. Juni | Karl Aderhold                       | deutscher Politiker (USPD), MdR                                                                                 | 36    |       |
| 20. Juni | John Kerr Hendrick                  | US-amerikanischer Politiker                                                                                     | 71    |       |
| 20. Juni | William Story                       | US-amerikanischer Jurist und Politiker                                                                          | 78    |       |
| 21. Juni | Andrew Beauchamp-Proctor            | südafrikanisches Fliegerass                                                                                     | 26    |       |
| 21. Juni | Murphy J. Foster                    | US-amerikanischer Politiker                                                                                     | 72    |       |
| 21. Juni | Alphons J. van der Grinten          | deutsch-US-amerikanischer Kartograf                                                                             | 69    |       |
| 21. Juni | Clemens Kaufung                     | deutscher Opernsänger (Tenor), Gesangslehrer und Filmschauspieler                                               | 53    |       |
| 22. Juni | Iwan Abramowitsch Morosow           | russischer Kunstsammler                                                                                         | 49    |       |
| 22. Juni | Johannes Obergethmann               | deutscher Eisenbahningenieur und Hochschullehrer                                                                | 58    |       |
| 23. Juni | João do Rio                         | brasilianischer Journalist, Chronist, Übersetzer und Theaterwissenschaftler                                     | 39    |       |
| 24. Juni | Charles Frédéric Porret             | Schweizer evangelischer Geistlicher und Hochschullehrer                                                         | 76    |       |
| 25. Juni | Arno Behr                           | US-amerikanischer Chemiker                                                                                      | 74    |       |
| 26. Juni | Thomas von Albertini                | Schweizer Politiker (FDP-Liberale)                                                                              | 91    |       |
| 26. Juni | Carl Lahusen                        | deutscher Unternehmer                                                                                           | 62    |       |
| 26. Juni | Julius von Mirbach-Sorquitten       | deutscher Gutsbesitzer und Politiker, MdR                                                                       | 81    |       |
| 26. Juni | John A. Moon                        | US-amerikanischer Politiker                                                                                     | 66    |       |
| 26. Juni | Jakob Odenthal                      | deutscher Priester                                                                                              | 63    |       |
| 26. Juni | William Shackleton                  | britischer Physiker                                                                                             | ≈50   |       |
| 26. Juni | Alfred Percy Sinnett                | englischer Journalist, Autor und Theosoph                                                                       | 81    |       |
| 27. Juni | Frank Enders                        | US-amerikanischer Maler, Radierer und Grafiker                                                                  | 60    |       |
| 27. Juni | Fedossij Schtschus                  | ukrainischer Anarchist und Partisan                                                                             | 28    |       |
| 28. Juni | Charles Joseph Bonaparte            | US-amerikanischer Politiker                                                                                     | 70    |       |
| 28. Juni | Martin A. Foran                     | US-amerikanischer Politiker (Demokratische Partei)                                                              | 76    |       |
| 28. Juni | Julius Lohr                         | deutscher Kleintierzüchter und Fachbuchautor                                                                    | 70    |       |
| 28. Juni | Gjortsche Petrow                    | bulgarisch-mazedonischer Revolutionär                                                                           | 56    |       |
| 28. Juni | Otto von Schjerning                 | deutscher Militärarzt                                                                                           | 67    |       |
| 28. Juni | Albert von Seckendorff              | deutscher Vizeadmiral, Diplomat und Hofmarschall Prinz Heinrichs von Preußen                                    | 72    |       |
| 29. Juni | Franz Eberhard Buhl                 | deutscher Politiker und Winzer in Deidesheim                                                                    | 54    |       |
| 29. Juni | Wilhelm Busse                       | Oberbürgermeister von Herford                                                                                   | 50    |       |
| 29. Juni | Jennie Churchill                    | amerikanisch-britische Philanthropin und Autorin                                                                | 67    |       |
| 29. Juni | Friedrich Fritschi                  | Schweizer Politiker, Verbandsfunktionär und Lehrer                                                              | 69    |       |
| 29. Juni | Adam Brown Littlepage               | US-amerikanischer Politiker                                                                                     | 62    |       |
| 29. Juni | Otto Seeck                          | deutscher Althistoriker                                                                                         | 71    |       |
| 29. Juni | Conrad Wilbrandt                    | deutscher Landwirt, Schriftsteller und Politiker (DFP), MdR                                                     | 88    |       |
| 30. Juni | Jules Carpentier                    | französischer Ingenieur, Urheber zahlreicher Erfindungen auf dem Gebiet der Optik, der Fotografie und des Films | 69    |       |
| 30. Juni | Franz Grundmann                     | deutschböhmischer Aktivist                                                                                      | 57    |       |
| 30. Juni | Charlotte Clementine von Itzenplitz | Gutsherrin | 85    |       |
| Juni     | Konkordija Nikolajewna Samoilowa    | russische Revolutionärin                                                                                        |       |       |